# Tunong Ilot
Tunong Ilot is een bestuurslaag in het regentschap Pidie van de provincie Atjeh, Indonesië. Tunong Ilot telt 256 inwoners (volkstelling 2010).